# 基雅區
24°30′00″S 33°00′54″E / 24.500°S 33.015°E

基雅區（葡萄牙語：Guijá），是莫桑比克的行政區，位於該國南部，由加扎省負責管轄，首府設於卡尼薩多，面積4,207平方公里，2007年人口75,303，人口密度每平方公里18人。